# Pëtr Andreevič Vjazemskij
Pëtr Andreevič Vjazemskij (in russo Пётр Андреевич Вяземский?; Mosca, 1792 – Baden-Baden, 10 novembre 1878) è stato un poeta e critico letterario russo.

## Biografia
Nato nella ricca famiglia dei principi Vjazemszkij, di antica nobiltà, era il figlio di Andrej Ivanovič Vjazemskij (1754-1807), e della sua seconda moglie, l'irlandese Jenny Quinn O'Reilly (1762-1802), in seguito Evgenija Ivanovna Vjazemskaja.. Ebbe un'educazione di comparata al suo stato sociale frequentando il collegio gesuitico di San Pietroburgo. Nel 1807, a seguito della morte dei genitori, venne preso sotto l'ala protettrice di suo cognato, lo scrittore Nikolaj Michajlovič Karamzin e già nel 1808 ebbe modo di veder pubblicate le sue prime opere in versi.
Fu impegnato nella guerra contro l'invasione napoleonica e partecipò alla battaglia di Borodino.
Nel 1817, grazie a delle conoscenze, egli ricevette l'incarico di traduttore presso il Commissario imperiale nel Regno di Polonia, a Varsavia. Il 28 marzo 1819 venne promosso a consigliere di corte, e il 19 ottobre dello stesso anno divenne consigliere collegiale.
Partendo da idee politiche dichiaratamente liberali, che all'inizio degli anni venti divennero piuttosto marcate, tanto da essere in qualche modo emarginato dalla vita pubblica, Vjazemszkij fu anche definito, nel novecento, un "decabrista senza dicembre", in chiaro riferimento alla sua mancata partecipazione alla congiura, dovuta principalmente ai suoi dubbi riguardo alla reale ed effettiva efficacia di una riforma del paese partendo dalla base di un'azione di uno sparuto gruppo di nobili illuminati.
A seguito del fallimento della cospirazione, le idee politiche di Vjazemszkij vedranno un'evoluzione in senso conservatore, che lo portarono, nel 1830 a rientrare nei ranghi dell'amministrazione e in seguito a far parte, sostanzialmente, dell'ala conservatrice del panorama politico dell'impero.
Accanto a Jazykov, è il maggior lirico della corrente puskiniana.
Letterato di vasta cultura, raggiunse nei suoi versi, ispirati ad intenti talora satirici a volte elegiaci, dai quali emerge una visione del mondo cupa e amara, un magistero formale ancora oggi prezioso sul piano della tecnica del linguaggio.
Assai interessante la sua opera critica, di cui merita soprattutto ricordare il saggio del 1848 su Fonvizin.

## Matrimonio
Nel 1811 sposò la principessa Vera Fëdorovna Gagarina (1790-1886), figlia del principe Fëdor Sergeevič Gagarin e di Praskov'ja Jur'evna Trubeckaja. Ebbero otto figli, ma la maggior parte di loro morirono durante l'infanzia:
- Andrej Petrovič (1812-1814);
- Marija Petrovna (1813-1849), sposò Pëtr Aleksandrovič Valuev;
- Dmitrij Petrovič (1814-1817);
- Praskov'ja Petrovna (1817-1835)
- Nikolaj Petrovič (1818-1825);
- Pavel Petrovič (1820-1888);
- Nadežda Petrovna (1822-1840);
- Pëtr Petrovič (1823).

## Morte
Dal 1873 visse a Bad Homburg vor der Höhe, dove le sue condizioni fisiche e psicologiche peggiorarono. Morì il 10 novembre 1878, all'età di 87 anni a Baden-Baden. Il suo corpo venne trasportato in Russia e fu sepolto presso il cimitero del Monastero di Aleksandr Nevskij, a San Pietroburgo.

## Opere
- Prima neve, poesie del 1818.
- Pietroburgo, raccolta di poesie del 1818.
- Insoddisfazione, raccolta di poesie del 1820
- Sguardo sulla nostra letteratura nel decennio dopo la morte di Puskin, del 1848.
- Santa Russia, poema del 1848.
- Briciole della vita, antologia di scritti cura di Serena Vitale, Collana Piccola Biblioteca n.778, Milano, Adelphi, 2022, ISBN 978-88-459-3689-0.